# 樋口大輔
樋口 大輔（ひぐち だいすけ、1966年5月10日 - ）は、日本の漫画家。群馬県出身。ペンネームは男性名義であるが、女性である。

## 作品リスト

### 連載
- ホイッスル!（『週刊少年ジャンプ』1998年13号 - 2002年45号、全24巻、文庫版全15巻）
- GO AHEAD（『月刊少年ジャンプ』2005年2月号 - 2006年7月号、全4巻）
- 精霊学者綺談 黎鏡花伝（『月刊Asuka増刊 ビーンズエース』2008年Vol.13 - 2009年Vol.21、全2巻）
- ドクシ -読師-（『コミックバーズ』2009年4月号 - 2013年8月号、全10巻）
- 戦国BASARA3〜鬼神の如く〜（『月刊Asuka』2012年7月号 - 10月号、単巻）
- あかしや銀河商店街（『コミックバーズ』2013年9月号 - 2015年3月号、全3巻）
- ホイッスル!W（『マンガワン』/『裏サンデー』2016年9月26日 - 2021年3月、全5巻）[2]
- ドクシ -BLUNT-（『comicブースト』2020年7月31日 - 2022年1月14日[3]、全2巻） - 『ドクシ -読師-』の続編[4]

### 読切
- イタル（『週刊少年ジャンプ増刊Spring Special』、1992年） - 初投稿作品
- Singing Flame（1992年） - 手塚賞佳作受賞
- 24時間（『週刊少年ジャンプ増刊Autumn Special』、1994年）
- X-コネクション（『週刊少年ジャンプ』1995年20号）
- BREAK FREE（『週刊少年ジャンプ』1997年46号）
- X-コネクション2001（『月刊少年ジャンプ』2001年10月号）
- 世紀末の夢?（『eジャンプ』2002年1月18日増刊号）
- ホイッスル! -You'll never walk alone（『赤マルジャンプ2003WINTER』、2003年）
- dZi:s（『週刊少年ジャンプ』2003年22･23合併号）
- NOIZ（『赤マルジャンプ2004WINTER』、2004年）
- 蟋蟀　KOHROGI（『GO!GO!ジャンプ』、2006年）
- 神の番人（『月刊少年ジャンプ』2006年11月号、12月号、『GO AHEAD』単行本4巻）
- 王子の憂鬱（『コミックバーズ増刊 ねこメロ!』2007年vol.1）
- 天使は舞い降りた（『コミックバーズ増刊 ねこメロ!』2008年vol.2）
- 東京砂漠（『コミックバーズ増刊 ねこメロ!』2008年vol.3）
- 甘い生活（『コミックバーズ増刊 ねこメロ!』2008年vol.4）
- 大決戦!超ウルトラ8兄弟（『テレビマガジン増刊 テレまんがヒーローズ』2008年夏号）
- スポーツの秋（『コミックバーズ増刊 ねこメロ!』2008年vol.5）
- 板垣退助（『週刊マンガ日本史』第39号、朝日新聞出版、2010年）
- いろはにほへと（『まんがタイムオリジナル』2011年2月号 - 4月号）
- サムライファイト!（『コミックバーズ』シリーズ連載、2014年8月号 - 10月号）
- 新版 学習まんが 日本の歴史（集英社、2016年） [5]
  - 7巻「武士の成長と室町文化 南北朝〜室町時代」表紙絵
  - 8巻「戦国時代と天下統一 戦国〜安土・桃山時代」本編まんが、表紙絵

### 短編集
- 樋口大輔短編集 BREAK FREE（1999年）
  - 樋口大輔短編集 BREAK FREE+（2009年） - 文庫版
- 樋口大輔短編集2 ア・ラ・カルト（2006年）

### アニメ化作品
- ホイッスル!（2002年5月6日 - 2003年2月3日、アニマックス）

### 舞台化作品
- ホイッスル!BREAK THROUGH-壁をつき破れ-（2016年8月31日 - 9月8日、シアター1010）[6]